# Jan Voerman sr.
Jan Voerman (Kampen, 25 januari 1857 - Hattem, 25 maart 1941), ook bekend als Jan Voerman sr., was een Nederlands kunstschilder, bekend van zijn landschapsschilderijen langs de IJssel.

## Jeugd en opleiding
Jan Voerman werd in Kampen geboren; zijn ouders waren Geesje Bos en Hendrik Voerman. De jonge Jan sloot op de lagere school vriendschap met W.B. Tholen. Allebei de jongens tekenden en hielden van de natuur, en door Tholens vader — een schilder — kwamen zij al vroeg in aanraking met de schilderkunst. 
Toen Jan Voerman van school ging moest hij zijn vader helpen op het boerenbedrijf. Naast het werken op het land, werd hij op kunstzinnige wijze door het landschap geboeid en probeerde er paarden en koeien te tekenen. Van 1870 tot 1875 waren C.H. Hein en F.J. Buytendijk zijn tekenleraren aan de stadstekenschool in Kampen, waar Voerman avondlessen volgde. J.D. Belmer, tekenleraar aan de HBS in Kampen, leerde hem schilderen; een oom van Jan verschafte de nodige financiële steun.
In 1876 werden beide vrienden tegelijk toegelaten tot de Rijksacademie in Amsterdam, waar zij onder andere schilderles kregen van August Allebé. Voerman studeerde er van 1876-1880 en van 1881-1883. Aan de Koninklijke Academie voor Schone Kunsten van Antwerpen volgde hij zomer- en winterkoersen van 1880-1881, bij Karel Verlat.  Teruggekeerd in Amsterdam kreeg hij van 1881 tot 1883 aan de academie een loge om zelfstandig zijn kunst te beoefenen. In 1883 verliet hij de academie en ging werken voor de kunsthandel Buffa, zonder door een contract gebonden te zijn; hij schilderde landschappen, genrestukken, bloemstillevens en stadsgezichten. Ook werd hij lid van de kunstenaarsvereniging Arti et Amicitiae. Zijn vroegste vrije werk uit die jaren vertoont duidelijk de invloed van zijn academische leermeesters Allebé en Verlat, zowel qua onderwerp, kleurstelling als verfbehandeling.

## Leven en werk

### Amsterdam
In 1885 betrok Voerman het vroegere atelier van Jozef Israels, Rozengracht 66 te Amsterdam en kwam hij al snel in contact met kunstenaars, zoals Eduard Karsen, Isaac Israels en Breitner; hij maakte veel aquarellen van bloemen en weidelandschappen met vee met een impressionistische inslag. In de zomer van 1885 schilderde hij met Tholen in de buurt van Kampen, waar hij in het oude centrum een pied-à-terre had. In de jaren 1887/1888 bracht hij zijn zomermaanden door in het schilderachtige Hattem.
Vanaf 1885, toen Voermans Amsterdamse werk vooral veel stadsgezichten met mensfiguren opleverde, begon het vlotte en spontane schilderen het te winnen van zijn vroegere nauwgezetheid. De figuren werkte hij niet langer nadrukkelijk uit, maar werden als kleurpartijen in het geheel opgenomen. In schilderijen als Noordermarkt, Groenteverkoopsters, Jordaanvrouwtjes en Begrafenis verdrong de impressionistische uitvoering van het motief zijn oorspronkelijke uitgewerkte gedetailleerdheid. Hij verdiende met Vee in de weide de Willink van Collenprijs van 700 gulden. Samen met zijn leerling Jan Verkade werkte hij veel vaak buiten de stad, onder andere in Nunspeet en Kampen; ook werd in het woonhuis van de Verkades veel aan aquarelstudie gedaan, waar ook zijn tweede leerling, Augustine Obreen in deelnam. In 1889 werd Jan Voerman als lid aangenomen van de Hollandsche Teeken-Maatschappij, die het aquarelleren onder andere door frequente tentoonstellingen stimuleerde.; Mesdag kocht er een aquarel van hem, voor zijn collectie.

### In Hattem
Voerman trouwde op 1 oktober 1889 in Amsterdam met Anna Henriette Gezina Verkade (Anna) Verkade, dochter van Ericus Gerhardus Verkade - oprichter van het bedrijf Verkade in Zaandam - en Eduarda Thalia Koning. Anna Verkade had hij leren kennen via haar broer Jan Verkade (de latere religieuze schilder pater Verkade) die enkele jaren zijn 'leerling' was geweest in Amsterdam. Het getrouwde stel verhuisde al snel naar Hattem, waar ze eerst op een krappe boven-etage moesten wonen met hun eerste zoon Jan Voerman jr. (1890-1976), de latere schilder en vooral bekend geworden als illustrator van vele Verkade-plaatjes. Omdat Jan Verkade uit Hattem vertrok naar de Nabis-groep in Frankrijk schonk hij het jonge gezin zijn huis aan de Kerkstraat in Hattem; hier werd hun tweede zoon Tijs Voerman (1891-1970) geboren, die later tekenaar werd.
Nu pas had Voerman zelf zijn eerste atelierruimte in Hattem, waar hij met goed licht kon schilderen. Zelf noemde Voerman deze tijd zijn 'theoretische periode', waarin hij ernaar streefde een zo groot mogelijke zuiverheid in gevoelsuitdrukking te bereiken. In 1892 kwam F. Tessaro van kunsthandel Frans Buffa en Zonen uit Amsterdam op bezoek om zijn recente werken te bekijken; in 1894 organiseerde deze een solo-tentoonstelling van zijn werk in de toonzaal van Arti et Amicitiae. Kort daarop werd Voerman uitgenodigd om deel te nemen aan de allereerste Biënnale; hij zond twee werken in.

### Wonen aan de IJssel
In 1895-96 liet Voerman door architect De Bazel een sober en stoer huis ontwerpen voor op een stuk grond dat hij inmiddels bezat, aan de Geldersedijk in Hattem vanwaar hij een weids uitzicht had over de rivier de IJssel met zijn uiterwaarden en honderden koeien die erin graasden. Vanaf die tijd schilderde Voerman zijn vele IJsselgezichten - in verfijnde, bleke kleuren onder hoge wolkenluchten. Zijn eerste zoon, Voerman junior, kreeg in datzelfde jaar zijn eerste schildersdoos, wat hij als kind al als een opdracht en een zekere 'last' ervoer.
In 1897 liet Voerman senior achter in de grote tuin een aparte werkplaats bouwen, zodat hij zich genoeg kon afzonderen van het gezin met inmiddels vijf kinderen. De eerste verdieping met groots IJssel-uitzicht werd zijn eigen domein; zoon Jan zou later de benedenverdieping als werkplek krijgen. Buffa organiseerde voor hem een tweede solo-tentoonstelling in Amsterdam; door een recensent werd zijn werk omschreven als 'de klassieke apotheose van het Impressionisme'. In 1898 volgde opnieuw een tentoonstelling, ter ere van de kroning van koningin Wilhelmina. Beide exposities bezorgden Voerman veel waardering; kunstkopers kwamen hem vervolgens zelf persoonlijk opzoeken in zijn atelier te Hattem.

### Na 1900
Vanaf 1902 diende zich een nieuw onderwerp bij Voerman aan: bosgezichten, door hemzelf ook wel 'bosjes' genoemd. Hij schilderde deze ter plekke in het bos rondom Hattem, bij de Trijselenberg en op het landgoed Molecaten. Rond 1904 begon Voerman een tijdlang uitsluitend met olieverf te experimenteren en maakte daardoor weinig definitieve werken; hij wilde in de olieverf een vergelijkbare transparantie bereiken als in zijn aquarellen op papier. Een paar jaar later breidde Voerman zijn eigen grondgebied aan de IJssel verder uit, en er werden enkele ateliers bijgebouwd. Tussen 1910 en 1917 schilderde hij verscheidene onderwerpen, zoals bosjes, bosranden, heggen, en ook allerlei variaties op zijn bekende thema 'De IJssel'.
De stormramp van 1925, die onder andere een groot deel van Borculo vernielde, was ook in Hattem merkbaar. Dit was voor Voerman aanleiding om een serie expressionistische doeken en panelen te schilderen, waarin felgekleurde luchten het drama van Borculo illustreerden; deze doen denken aan het werk van de vroegere Engelse schilder William Turner. 
In 1929 maakte hij opnieuw bos-studies in het bosje van juffrouw Jonker, gelegen rond het huis Velthuys, dat ook door architect De Bazel was gebouwd. Zijn ogen werden langzamerhand slechter; in 1935 was hij niet meer in staat om te schilderen. Tijdens de aanvang van de Tweede Wereldoorlog werd de oude Voerman nog naar Wezep geëvacueerd; terug in Hattem stierf hij daar op 25 maart 1941.

## Stijl en werkwijze
Vaak wordt Voerman neergezet als de schilder van 'de verstilde IJsselgezichten'. Toch doet die benaming zijn werk te kort; Voerman bezat juist de eigenschap om in één en dezelfde periode in verschillende stijlen of benaderingen te werken. Zo lijken zijn olieverfschilderijen en aquarellen uit eenzelfde tijd als het ware door twee verschillende kunstenaars gemaakt.
Ook veranderden zijn werken voortdurend, doordat na het bereiken van een bepaalde benadering hij zich weer doorontwikkelde, op zoek naar iets nieuws. Zo is het ook begrijpelijk dat Voerman zich nooit heeft aangesloten bij de een of andere artistieke stroming; hij valt ook niet onder te brengen onder een school; niet de Haagse School èn ook niet de Amsterdamse School van Breitner, de jonge Isaac Israëls of Witsen, waar hij in zijn jonge jaren wel degelijk intensief contact mee had. Tessaro van kunsthandel Buffa had met de onvoorspelbaarheid van Voerman regelmatig grote moeite en weigerde soms partijen werk; hoewel liefhebbers van Voermans werk soms zaten te wachten op nieuwe aanvoer. Het kooppubliek had er blijkbaar minder moeite mee, of zocht gewoon naar hun eigen gading uit.
Over zijn reeks aquarellen van een 'Gemberpot met bloemen' merkte Tessalo een keer op dat men: 'er niet achterom kon komen' [met de ogen]; hij vond ze te plat. Voerman liet hem daarop weten dat hij daar ook niets had te zoeken.
Jan Veth onderkende in ieder geval al snel het wisselende karakter van Jan Voerman, ondanks zijn regelmatig terugkerende onderwerpen; hij schreef rond 1892-94:
 'Er is door bijna heel Voermans werk een aarzelen te zien tusschen zachtheid en kracht, tusschen het teergevoelige van zijn gemakkelijke doen en het besliste..  .De schilder van die bloemen in vaasjes en van weder bloemen in vaasjes, van die strakke weiden en van weder die strakke weiden is allereerst een buitenman en een kijker en het werk van zo een gaat niet van een idee uit maar van een vlottend gevoel.' 
Voermans vrouw Anna beschreef in een brief (c. 1890-92?) vanuit Hattem aan haar moeder zijn toenmalige experimenteerlust aldus:
 'Niemand weet wat weet wat een zelfbeheersing en hoeveel vastheid van wil er nodig was om zóo te studeren, twee volle jaren zonder een zichtbaar resultaat. Hij heeft studies gemaakt, zóo droog, zóo suf, zóo zonder eenige zoogenaamde chic of knapheid of schildersqualiteiten (want dát kan hij wel), dat men ze ziende; denken moet: 'Is dat nu werk van een Voerman'?!
Maar het doel was [om] weer door en door natuurlijk te worden, zoowel in kleur als vorm, weer kind worden en als 't ware opnieuw te beginnen om straks, zonder vrees voor eenige excessen zich weer te kunnen laten gaan in fantasieën en tóch dat in-natuurlijke zonder zichtbare inspanning [vast] te houden..' 

## Werk in openbare collecties (selectie)
In het Voerman Stadsmuseum Hattem zijn veel van zijn werken te zien, evenals van zijn zoon, Voerman junior. Ook bevinden zijn werken zich onder andere in de collecties van het Rijksmuseum Amsterdam, het Museum de Fundatie in Zwolle, het Drents Museum en het Stedelijk Museum Zutphen.

## Galerij van werken

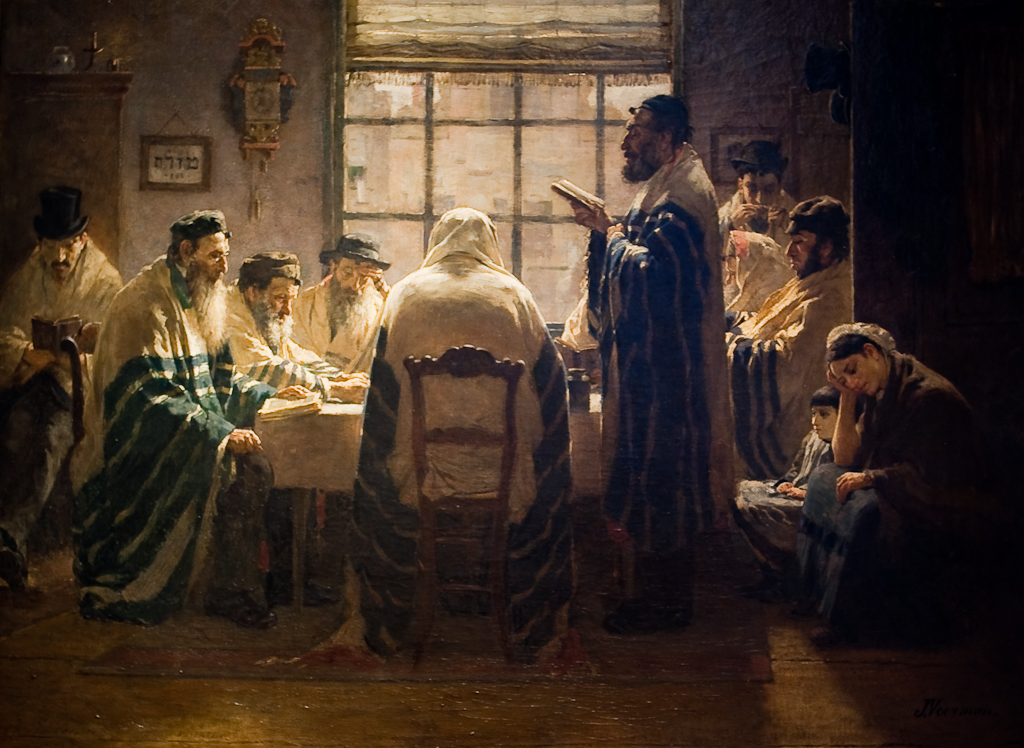
De Rouwdagen / De treurdagen, c. 1884, olieverf op paneel
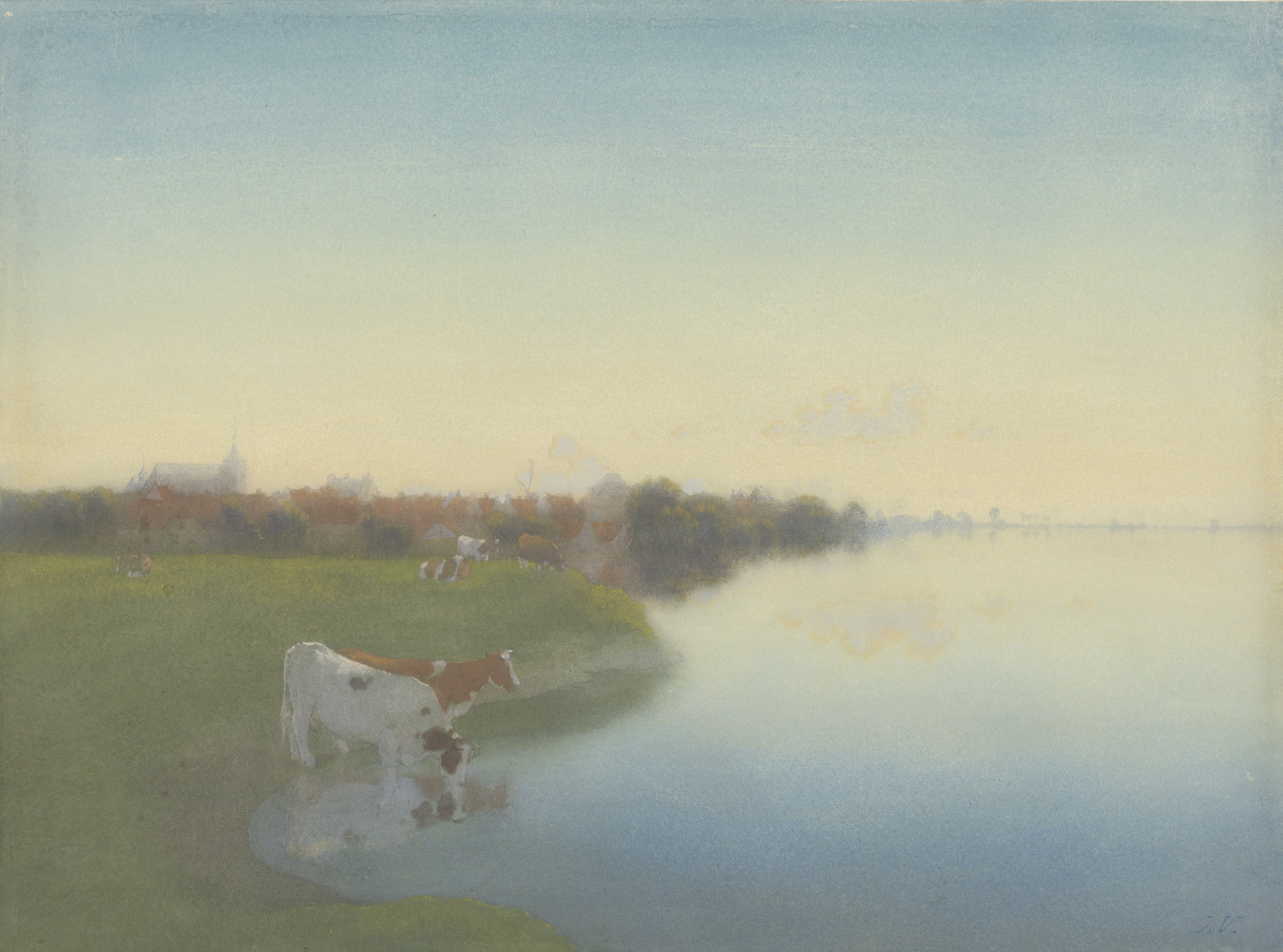
Oever van de IJssel bij Hattem, c. 1900, aquarel op papier
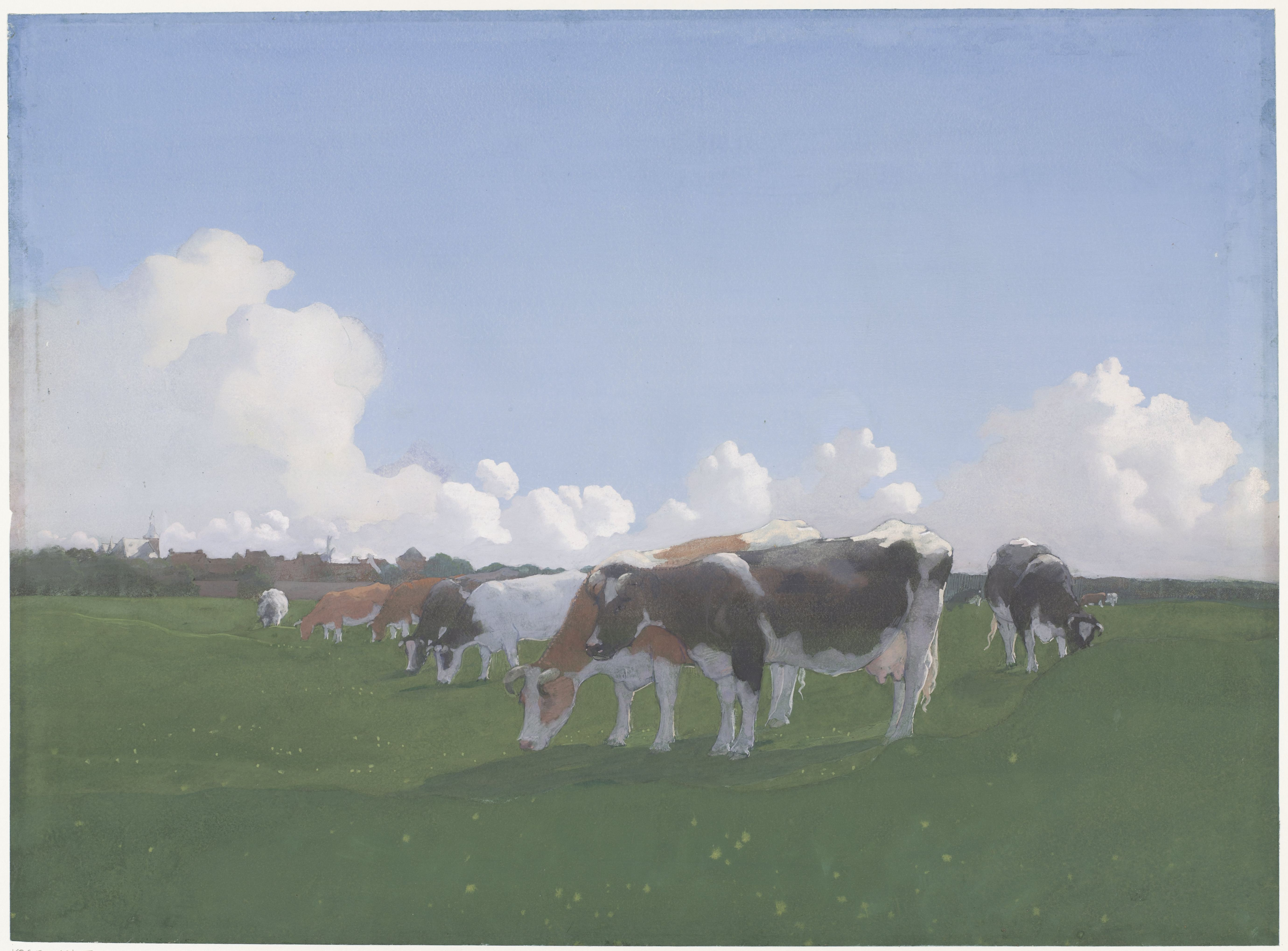
Grazende koeien in een weiland, c. 1900, aquarel op papier
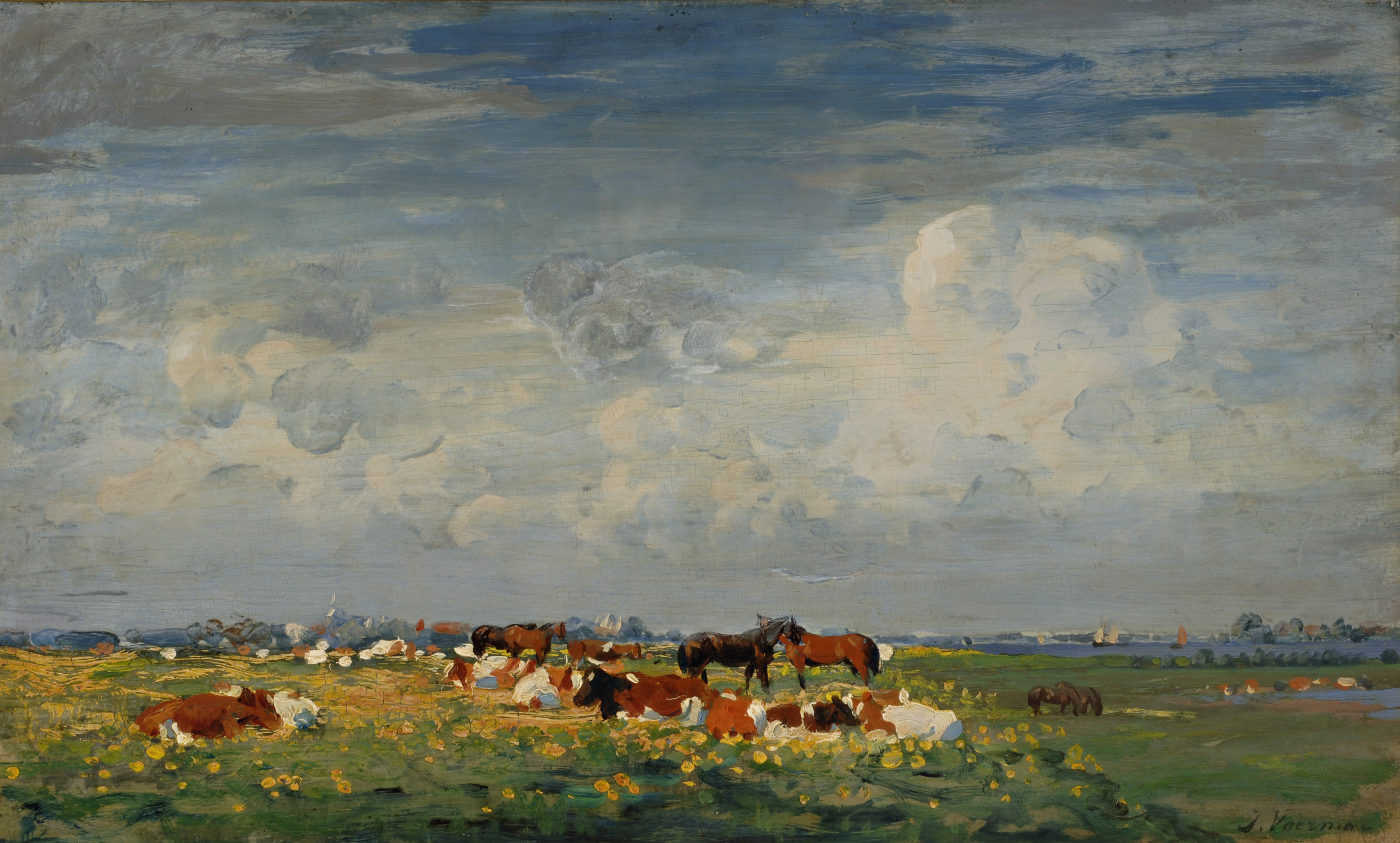
Zomers weidelandschap aan de IJssel met zicht op Hattem, 1909, olieverf
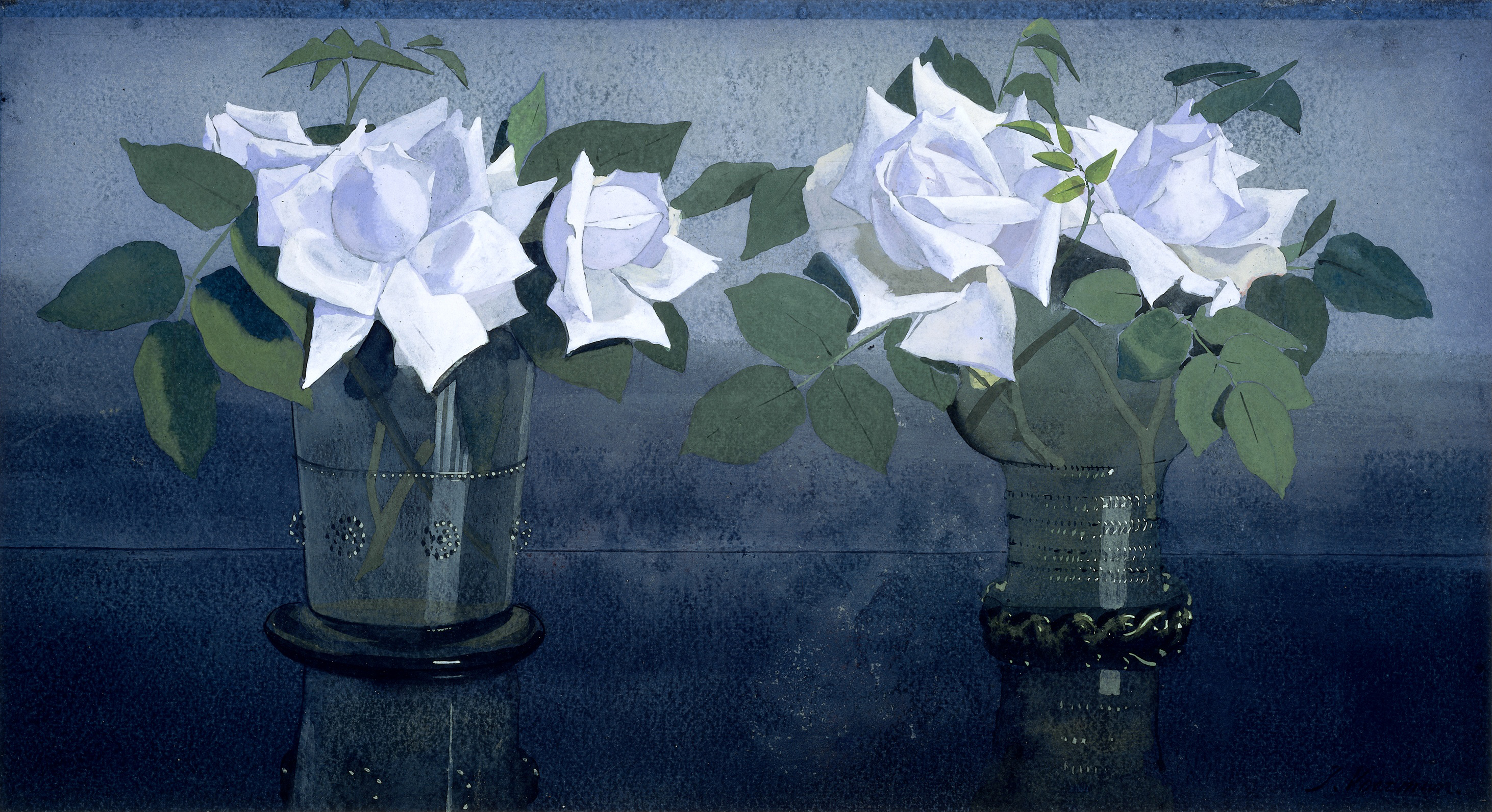
La France-rozen in twee glazen, voor 1919, aquarel op papier
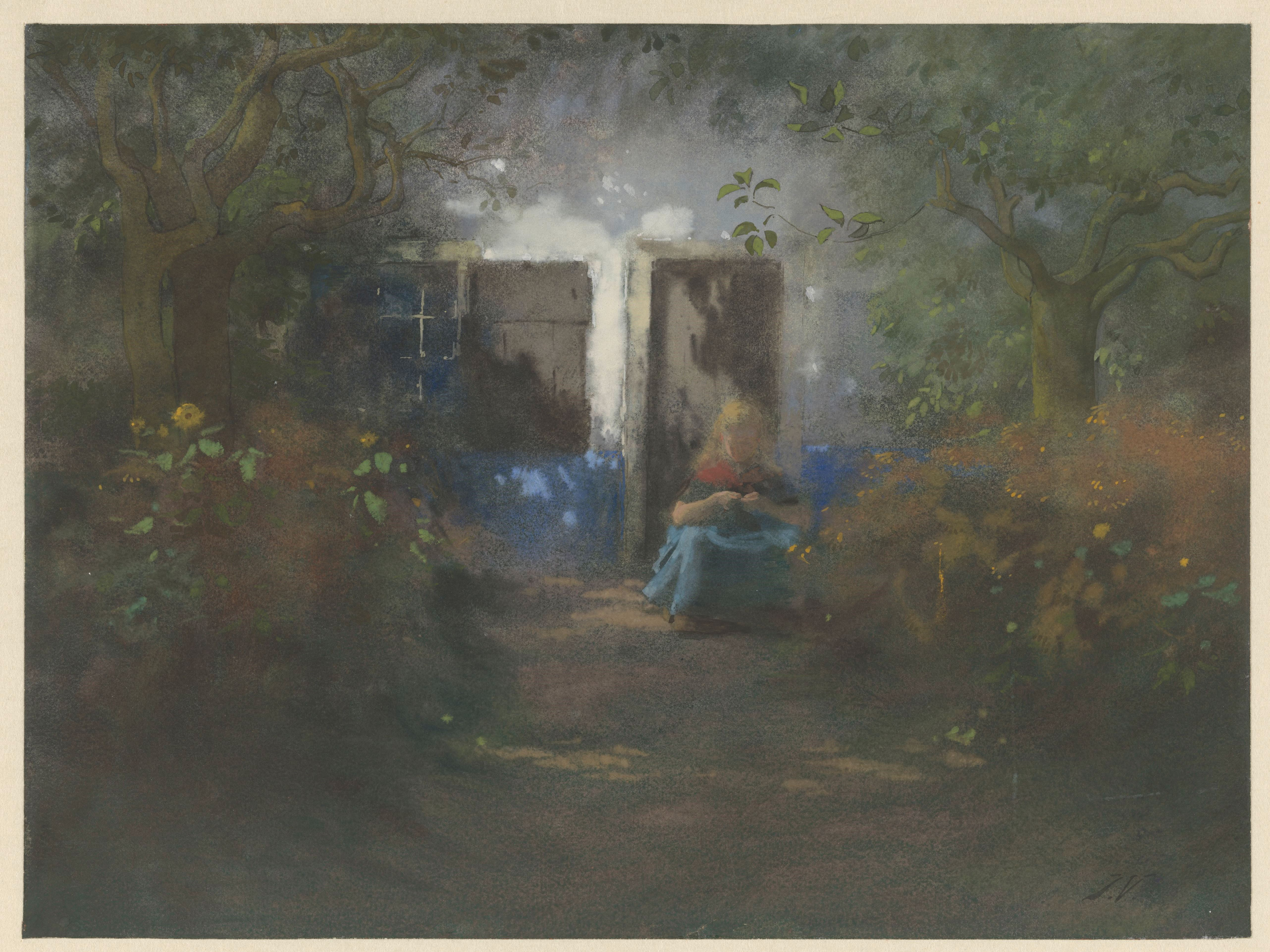
Idylle, voor 1920, aquarel op papier
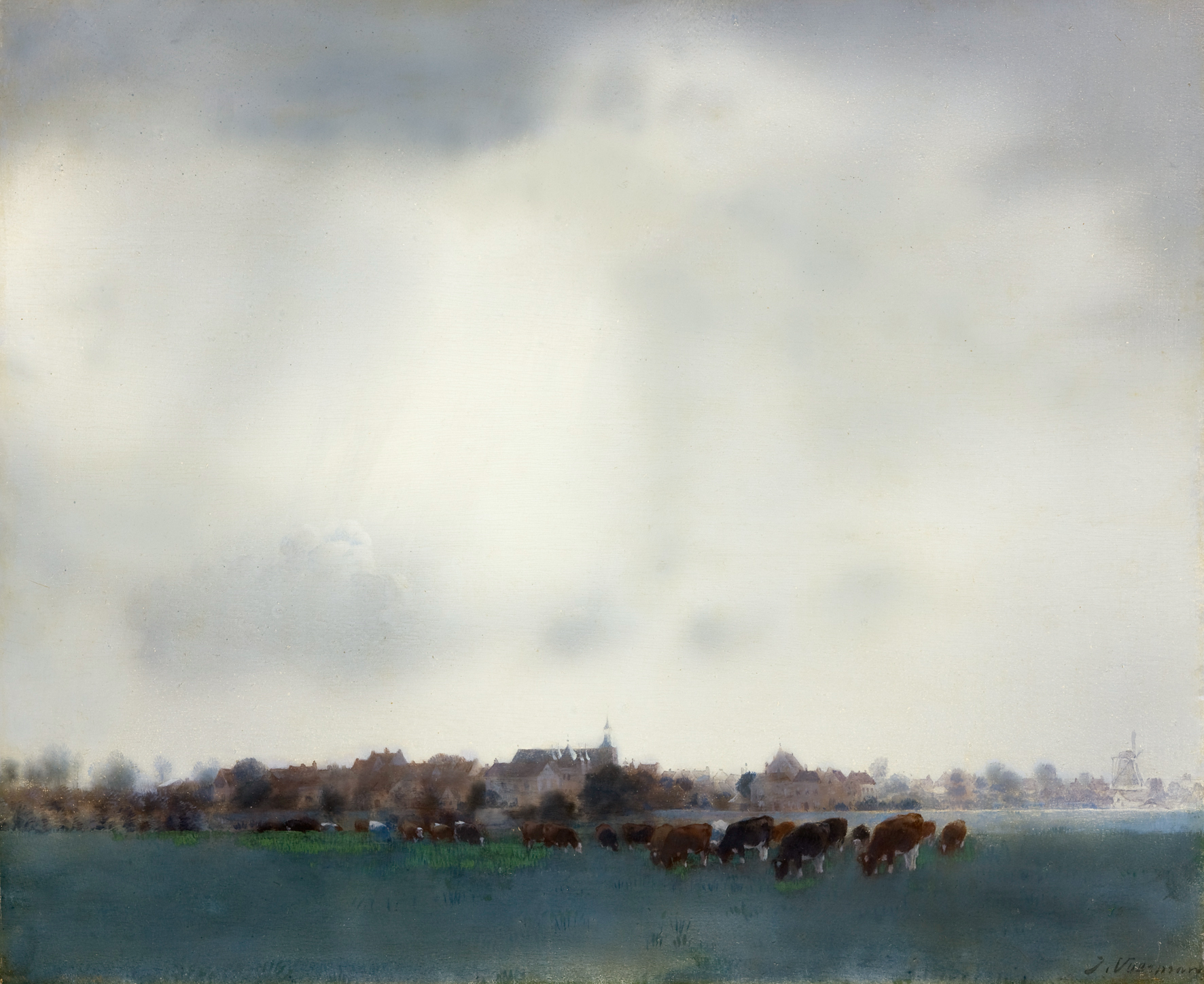
Zicht op Hattem, jaar?, olieverf op paneel

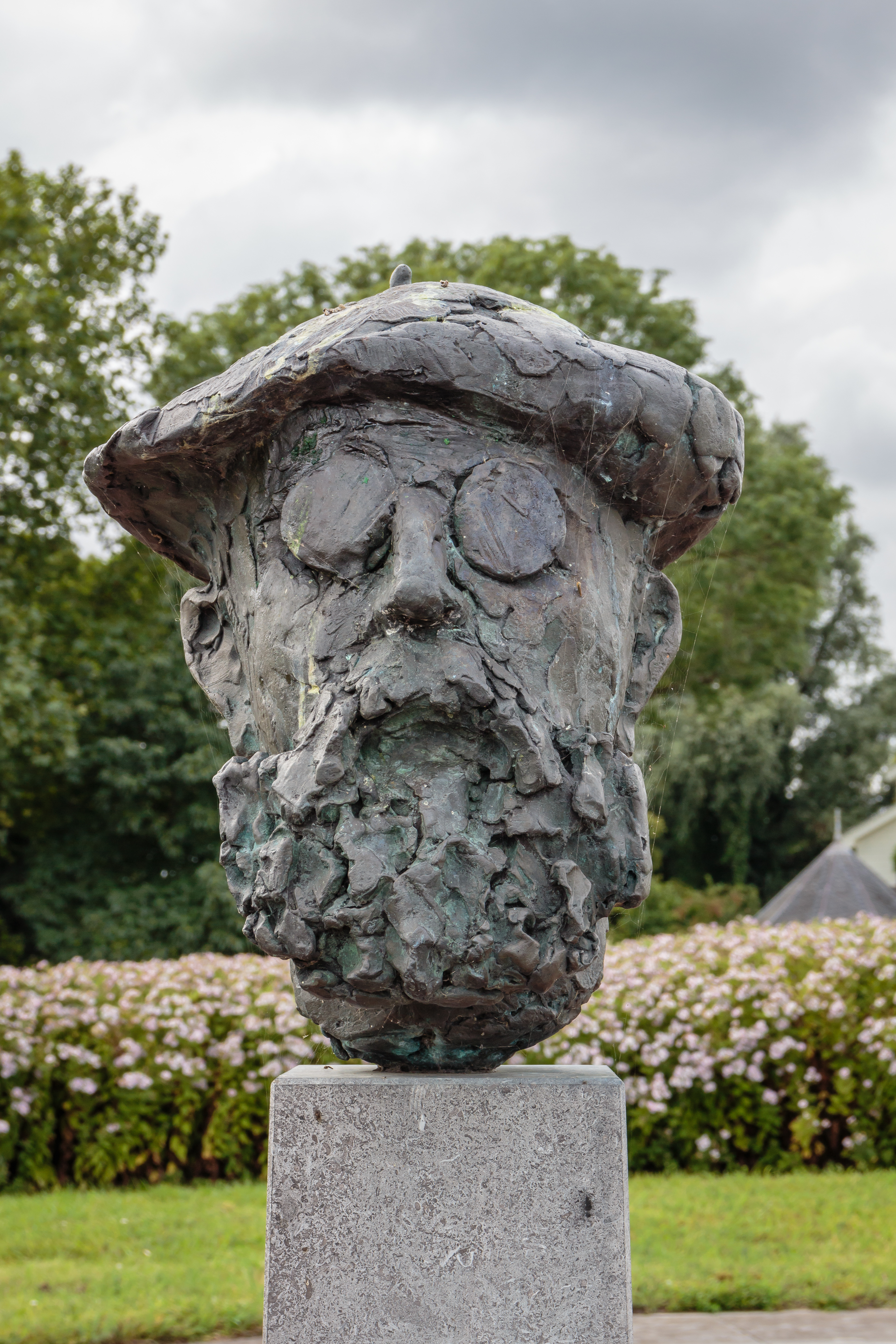
Hattem, ‘hoofd van kunstschilder‘ Jan Voerman. Kunstwerk van Elisabeth Varga. Materiaal: brons.